# Samuel Copeland
Pour l’article homonyme, voir Copeland.
 Samuel Copeland  (1823-1893) est un commerçant et homme d’affaires afro-américain du XIXe siècle qui résidait dans le Massachusetts, près de Boston. Il est surtout connu pour son influence ainsi que par les portraits réalisés de ses enfants, à une époque où peu d’Afro-Américains pouvaient se le permettre.

## Biographie
Né en Virginie, Samuel Copeland va s’installer dans le Massachusetts dans les années 1840, d’abord à Boston puis à Chelsea, où il fait sa fortune comme marchand de vêtements de seconde main et investisseur immobilier.
Il se marie avec une Irlandaise, Alice Welch Copeland, avec qui il aura 7 enfants.

## Activisme
Pendant la période du chemin de fer clandestin, il opéra une maison d'hébergement sûre à Boston.

## Postérité
Samuel Copeland est surtout connu pour les portraits réalisés de ses enfants par William Matthew Prior, d’abord de 3 de ses filles (1854), puis d’un de ses fils (1857).
- Three Sisters of the Copeland Family (1854) – représentant Eliza (six ans), Margaret (quatre ans) et Nellie (deux ans)
- Portrait of James Copeland (1857)